# Владикавказская классическая мужская гимназия
Владикавказская классическая мужская гимназия — памятник архитектуры во Владикавказе, Северная Осетия. Объект культурного наследия России  регионального значения. Находится в историческом центре города на улица Церетели, д. 7.
Соседние объекты культурного наследия: Пушкинский сквер и Дворец начальника Терской области (на территории военного госпиталя).
1 июля 1880 года во Владикавказе была открыта классическая мужская прогимназия, которая 5 марта 1885 года была преобразована в гимназию (прежнее здание не сохранилось). В 1889 году на Крепостной улице около Владикавказской крепости на средства городского бюджета было построено новое здание для гимназии.
В различные годы гимназию закончили Евгений Вахтангов, Георгий Цаголов, Гаппо Баев, Павел Лисициан, Александр Кубалов, Павел Билаонов, Николай Атаров.
С 1923 года в здании находится школа № 5 (в настоящее время — гимназия).
Мемориальные доски
На фасаде здания в различное время были установлены мемориальные доски:
- Евгению Багратионовичу Вахтангову. Установлена в 1949 году[6];
- Георгию Александровичу Цаголову. Установлена в 1967 году[7];
- Илье Сергеевичу Цидаеву, автор: скульптор Георгий Сабеев. Установлена 02.11.2018[8].

## Галерея